# Cafe Bank Sportif
Cafe Bank Sportif ist ein äquatorialguineischer Fußballverein aus Malabo.

## Geschichte
Dem Verein gelang 1996 mit den Gewinn der nationalen Meisterschaft sein bisher größter Erfolg. Damit qualifizierten sie sich für die CAF Champions League 1997, wo sie aber in der Vorrunde scheiterten.

## Erfolge
- Liga Profesional de Guinea Ecuatorial (1): 1996

## Statistik in den CAF-Wettbewerben
| Saison | Wettbewerb           | Runde    | Land           | Verein                    | Heim | Auswärts |
| ------ | -------------------- | -------- | -------------- | ------------------------- | ---- | -------- |
| 1997   | CAF Champions League | Vorrunde | Republik Kongo | Munisport de Pointe-Noire | 0:1  | 1:4      |